# 곰티터널
곰티터널(Gomti Tunnel)은 전북특별자치도 완주군 소양면 신촌리와 부귀면 세동리를 잇는 새만금포항고속도로 상의 터널으로, 2007년 12월 13일 익산 분기점 ~ 장수 나들목 구간과 함께 개통하였다. 노선 내에서 두 번째로 연장이 긴 터널이다.
연장은 익산 방면이 2281m, 장수 방면은 2307m이고, 폭의 경우 익산 방면은 12.4m(유효폭 11.5m), 장수 방면은 12.6m(유효폭 11.7m)이고 높이는 익산 방면 7.3m, 장수 방면 7.6m이다. 서쪽으로는 노선 내 최고 높이 교량인 만덕교를 거쳐 상관1터널 및 상관2터널으로, 동쪽으로는 세동교를 거쳐 부귀1터널, 부귀2터널으로 이어진다.

## 같이 보기
- 상관2터널: 익산 방면, 다음 터널
- 부귀1터널: 장수 방면, 다음 터널
- 만덕교